# Agromyza kincaidi
Agromyza kincaidi är en tvåvingeart som beskrevs av Malloch 1913. Agromyza kincaidi ingår i släktet Agromyza och familjen minerarflugor. Inga underarter finns listade i Catalogue of Life.